# 烤甘蔗
烤甘蔗，台灣道地小吃，早年盛行；直到1990年以後漸近少見，偶爾仍見於產甘蔗農村地區，販商推著烤甘蔗二輪板車兜售。
通常板車上架設半拱有一洞口鐵筒烤爐，成束甘蔗堆置在烤爐裡烤，烤熟再削皮成短段售予食客；部份販夫附帶榨甘蔗機榨汁，成瓶罐販售。

## 來源
1. ↑  .   [2024-05-20]. （原始内容存档于2024-05-20）.
2. ↑  .   [2024-05-20]. （原始内容存档于2024-08-09）.
3. ↑  .   [2024-05-20]. （原始内容存档于2024-08-24）.